# Moormuseum

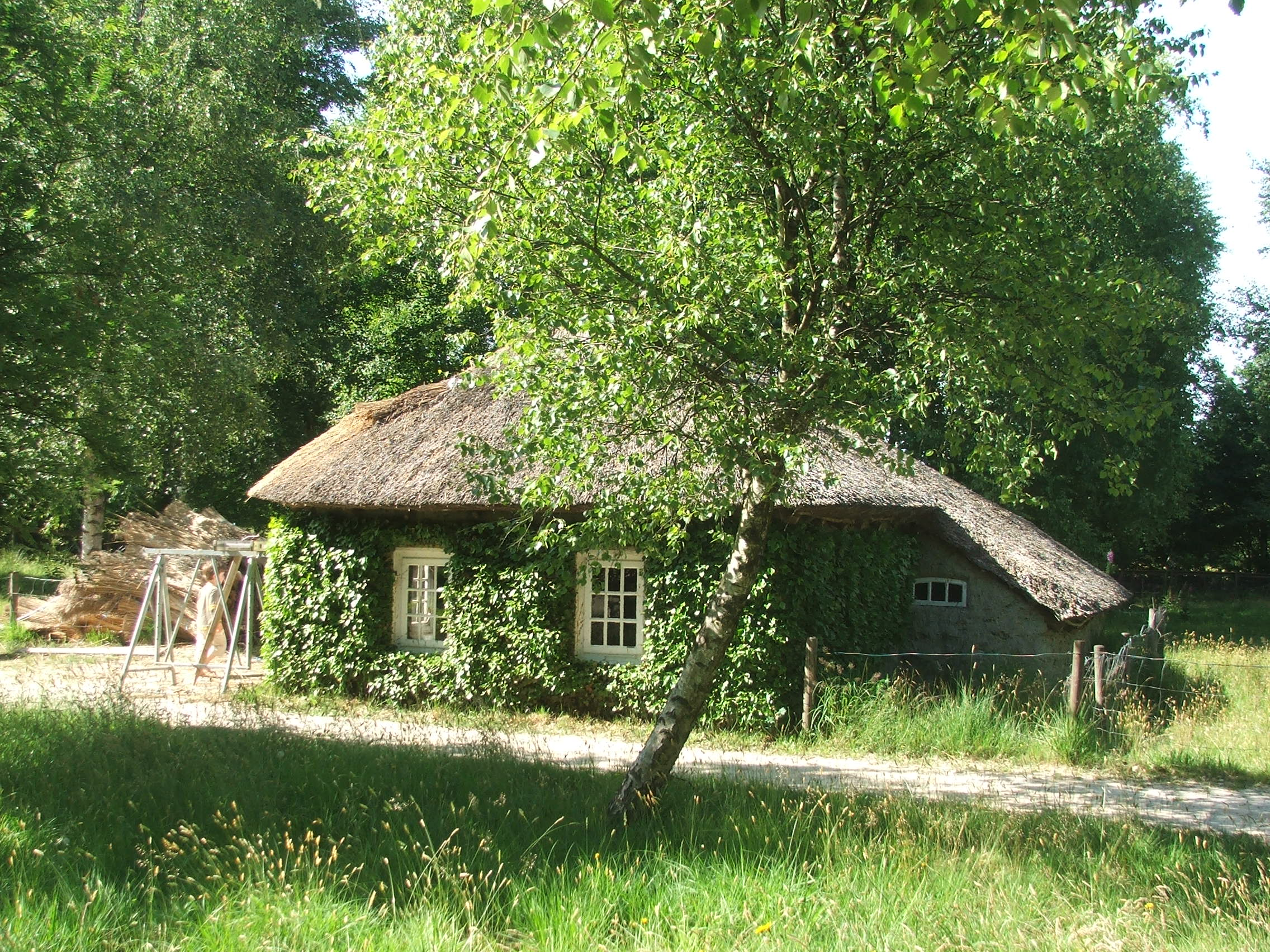
Lehmhütte in Moordorf

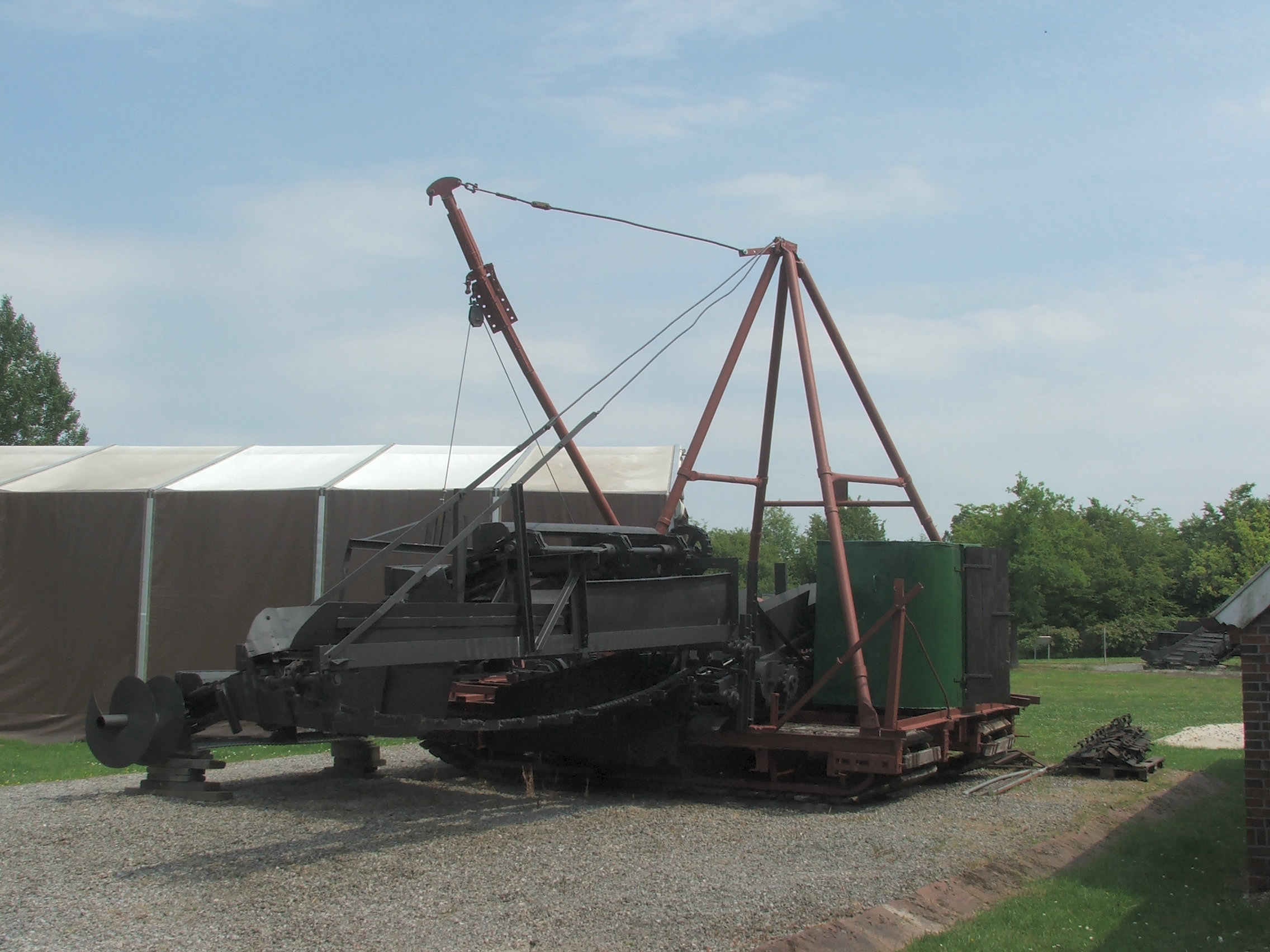
Bunkmaschine in Wiesmoor

Ein Moormuseum ist ein Museum, das sich mit dem Thema Moor auseinandersetzt.
Zu den Schwerpunkten zählen häufig:
- die Entstehung eines Moors
- frühgeschichtliche und mittelalterliche Funde
- der manuelle und maschinelle Torfabbau
- die Moorbesiedlung in der Neuzeit
- das Moor als Biotop und Aspekte des Naturschutzes

Moormuseen (unter anderem):
- Moormuseum in Bargercompascuum, Drenthe (Niederlande)
- Moor- und Bauerndorf Benthullen, Gemeinde Wardenburg (Niedersachsen)
- Wald- und Moormuseum Berumerfehn, Gemeinde Großheide (Niedersachsen)
- Moor- und Fehnmuseum Elisabethfehn, Gemeinde Barßel (Niedersachsen)
- Historischer Moorhof Augustendorf mit Moorlehrpfad, Gnarrenburg (Niedersachsen)

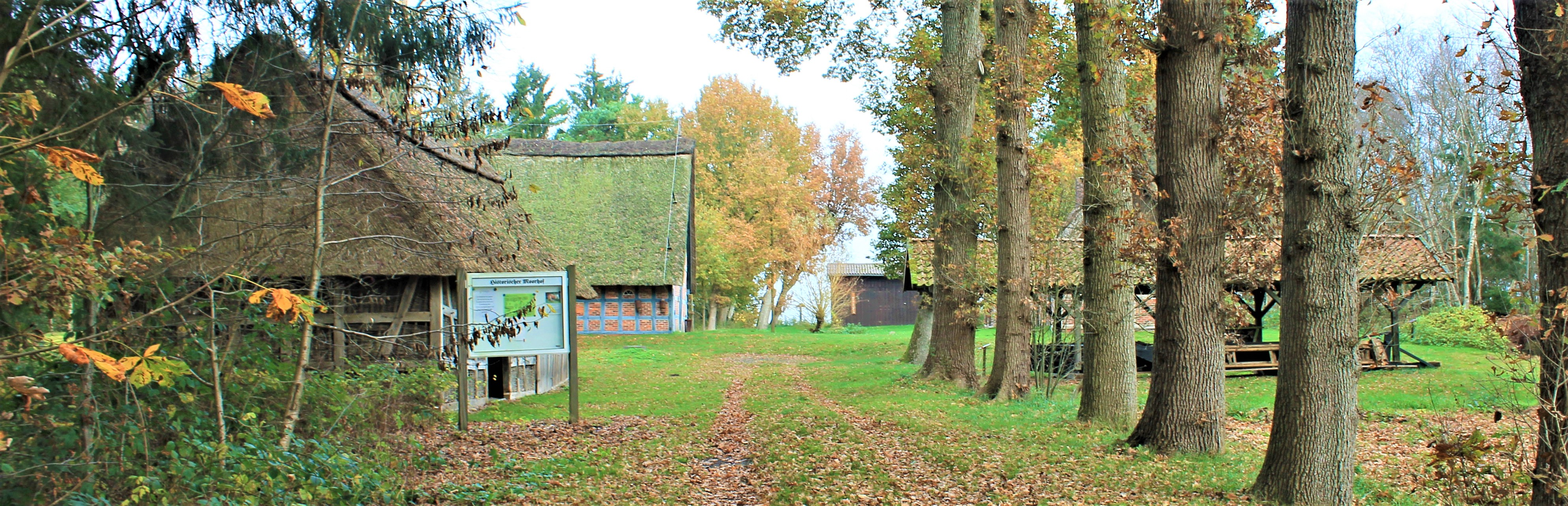
Panoramaansicht Eingang Historischer Moorhof Augustendorf

- Natur-Informationszentrum Haus im Moor, Goldenstedt (Niedersachsen)
- Moormuseum, Grasberg (Niedersachsen)
- Salz & Moor-Museum Klaushäusl Grassau (Bayern)
- Fehnmuseum Eiland, Großefehn (Niedersachsen)
- Wald- und Moormuseum, Großheide (Niedersachsen)
- Emsland Moormuseum, Groß Hesepe (Niedersachsen)
- Museumsanlage Moorkate, Hambergen (Niedersachsen)
- Moor- und Torfmuseum in Heidenreichstein mit Moorlehrpfad (Österreich)
- Freilichtmuseum „Jan vom Moor und Klappstau“, Hollen-Heise (Niedersachsen)
- Moormuseum Moordorf, Moordorf (Niedersachsen)
- Heimat- und Moormuseum Hackenbuch, Gemeinde Moosdorf (Österreich)
- Das Torfmuseum Schloss Landestrost in Neustadt am Rübenberge ist geschlossen. Einige Exponate dieses Museums sind nach Mardorf ins Naturparkhaus gewandert.[1]
- Bayerisches Moor- und Torfmuseum, Torfbahnhof Rottau, Rottau (Grassau) (Bayern)
- Moormuseum Zwillbrock, Vreden (Nordrhein-Westfalen)
- Moorwelten, Wagenfeld (Niedersachsen)
- Torf- und Siedlungsmuseum, Wiesmoor (Niedersachsen)

Moorlehrpfade (soweit nicht bereits oben aufgeführt):
- Amerang (Bayern)
- Bad Feilnbach (Bayern)
- Berchtesgaden (Bayern)
- Federsee (Baden-Württemberg)
- Ibmer Moor (Region Seelentium, Österreich)
- Heede (Niedersachsen)
- Menslage (Niedersachsen)
- Molberger Dose (Niedersachsen)
- Oberelsbach (Bayern)
- Pfronten (Bayern)
- Moorlehrpfad Prackendorfer Moos und Kulzer Moos (Bayern)
- Prem (Bayern)
- Sassenberg (Niedersachsen)
- Schwenninger Moos (Baden-Württemberg)
- Stengelhaide (Sachsen)
- Ströhen (Niedersachsen)
- Moorlehrpfad Pahlhuus Zarrentin (Mecklenburg-Vorpommern)
- Moorpfad Tarmstedt (Niedersachsen)[2]